# Taungyo
Els taungyo (birmà တောင်ရိုး လူမျိုး) són una nació del sud-est asiàtic, que viu a Myanmar. Són un subgrup dels bamar, estan emparentats amb els tavoyan i la seva llengua està influïda pel birmà. Una població important de taungyo viu a l'Estat Shan, sobretot a la regió de Myelat i Pindaya.

## Llengua
Parlen un dialecte del birmà similar a l'arakanès.
Un extracte de vocabulari del dialecte taungyo inclou les següents:
- roig - anak
- alt - amrang (အမြင့်)
- ull - myak-sai (မျက်စေ့)
- llum - lang (လင်း)